# Jovica Stanišić
Jovan "Jovica" Stanišić (srbskou cyrilicí: Јован "Јовица" Станишић; * 30. července 1950) je bývalý srbský zpravodajský důstojník, který sloužil jako vedoucí ředitelství státní bezpečnosti (RDB) na srbském ministerstvu vnitra od roku 1992 do roku 1998. Z funkce byl odvolán v říjnu 1998, pár měsíců po vypuknutí války v Kosovu.
Ačkoli o něm bylo během 90. let jen velmi málo známo, tak je široce vnímán jako „strůjce a dirigent řízeného chaosu“ během velké části jugoslávských válek. Navzdory tomu, že byl nejbližší osobou srbského prezidenta Slobodana Miloševiće, s obrovským dopadem na válečné události, udržoval trvalé kontakty se všemi činiteli konfliktu. Údajně byl v roce 1998 odvolán z klíčové zpravodajské funkce kvůli neshodám s Mirjanou Marković a ministrem vnitra Vlajkem Stojiljkovićem, když byl proti nadměrnému použití síly v Kosovu.
Stanišić byl stíhán za válečné zločiny v Chorvatsku a Bosně a Hercegovině v období od roku 1991 do roku 1995 před Mezinárodním trestním tribunálem pro bývalou Jugoslávii (ICTY) spolu s Frankem Simatovićem. Původně byl 30. května 2013 ICTY zproštěn viny za svou roli ve válkách, ale verdikt byl později 15. prosince 2015 po úspěšném odvolání žalobců (odvolací senát ICTY) zrušen. Obnovení řízení před Mechanismem OSN pro mezinárodní trestní tribunály (MICT) bylo zahájeno dne 13. června 2017. Ukázalo se, že základna Stanišićových a Simatovićových operací je v západní Bosně, kde veleli regionálním silám. 30. června 2021 byl shledán vinným z vraždy, deportace, nuceného vysídlení a pronásledování jako zločinů proti lidskosti, ke kterým došlo během etnických čistek v Bosanském Šamacu, a odsouzen ke 12 letům vězení. Po odvolání byl jeho trest zvýšen na 15 let v roce 2023.